# Thomisus zuluanus
Thomisus zuluanus là một loài nhện trong họ Thomisidae.
Loài này thuộc chi Thomisus. Thomisus zuluanus được George Newbold Lawrence miêu tả năm 1942.